# Irene Stratenwerth
Irene Stratenwerth (* 1954) ist eine deutsche Autorin, Journalistin und Ausstellungskuratorin.

## Leben und Werk
Stratenwerth ist Tochter des deutschen Rechtswissenschaftlers und emeritierten Basler Universitätsprofessors Günter Stratenwerth.
Seit 1984 lebt Stratenwerth in Hamburg, seit 2004 ist sie Redaktionsmitglied der Zeitschrift Brigitte, zu der sie regelmäßig beiträgt, insbesondere im Themenbereich Gesundheit. Stratenwerth kuratiert Ausstellungen und verfasst neben engagierten Sachbüchern auch Kinderbücher sowie Krimis.

## Veröffentlichungen
- mit Marie Jalowicz Simon: Untergetaucht. Eine junge Frau überlebt in Berlin 1940–1945. Mit einem Nachwort von Hermann Simon. Fischer, Frankfurt am Main 2014, ISBN 978-3-10-036721-1 (Zusätzliches Angebot online).[5]
  - englische Ausgabe: Underground in Berlin. A Young Woman's Extraordinary Tale of Survival in the Heart of Nazi Germany (Übersetzt von Anthea Bell). Knopf, Canada 2015, ISBN 978-0-345-80969-8.
  - als Hörbuch: Nicolette Krebitz liest: Untergetaucht. Eine junge Frau überlebt in Berlin 1940-1945, mit Originaltonaufnahmen von Marie Jalowicz Simon, bearbeitet von Irene Stratenwerth und Hermann Simon, Regie: Vera Teichmann. Lesefassung: Irene Stratenwerth, 7 CDs (8 Std. 16 Min.), Argon, Berlin 2014, ISBN 978-3-8398-1316-4.
- mit Thomas Bock, Hildegard Wohlgemuth: Die Bettelkönigin. Kinder- und Jugendbuch; Buch und Hörspiel. Balance, Buch + Medien, Köln 2013, ISBN 978-3-86739-041-5 (Erstveröffentlichung in der Buchreihe: Göre bei Kore, Kore, Freiburg im Breisgau 1998, ISBN 3-933056-01-2).
- mit Esther Sabelus; Simone Eick, Hermann Simon (Hrsg.): Der Gelbe Schein: Mädchenhandel 1860 bis 1930. Deutsches Auswandererhaus, Bremerhaven 2012, ISBN 978-3-00-038801-9 (zur Ausstellung: Der Gelbe Schein – Mädchenhandel 1860 bis 1930. Centrum Judaicum, Berlin, 9. August bis 30. Dezember; Deutsches Auswandererhaus, Bremerhaven, 26. August bis 28. Februar 2013.)[6]
- mit Simone Blaschka-Eick, Karin Heß (Hrsg.): Fluchtgeschichten: Aus und nach Deutschland. Biographien und Hintergründe 1933–2011. Deutsches Auswandererhaus, Bremerhaven 2012, ISBN 978-3-00-036581-2.
- Im wilden Osten dieser Stadt, Krimi (= rororo, Band 25694). Rowohlt, Reinbek bei Hamburg 2012, ISBN 978-3-499-25694-3.
- mit Reinhard Berkau: Ich gegen Amerika: Ein deutscher Anwalt in den Fängen der US-Justiz (= rororo, Band 62654). Rawohlt, Reinbek bei Hamburg 2010, ISBN 978-3-499-62654-8.
- Entführung am Fischmarkt. Krimi. Ellert & Richter, Hamburg 2009, ISBN 978-3-8319-0346-7.
- mit Hermann Simon, Roland Hinrichs: Lemberg. Eine Reise nach Europa. Links, Berlin 2007, ISBN 978-3-86153-459-4 (Begleitband zur Ausstellung der Stiftung Neue Synagoge – Centrum Judaicum Berlin: „Wo ist Lemberg?“ vom 2. September bis 2. Dezember 2007).
- mit Hermann Simon (Hrsg.): Pioniere in Celluloid. Henschel, Berlin 2004, ISBN 3-89487-471-6.
- mit Karl Kilian, Michael Alex: „all meine pfade rangen mit der nacht.“ Jakob van Hoddis – Hans Davidsohn (1887–1942). Stroemfeld, Frankfurt am Main / Basel 2001, ISBN 3-87877-016-2 (Erinnerung an den Expressionisten Jakob van Hoddis, der als Dichter gefeiert, als Wahnsinniger behandelt und als Jude ermordet wurde, herausgegeben von Stiftung „Neue Synagoge Berlin – Centrum Judaicum“, Begleitband zur gleichnamigen Ausstellung).
- mit Mario Gremlich: Jakob van Hoddis (Hans Davidsohn 1887–1942): Gedichte und Prosa im Neopathetischen Cabaret. Audiobook, Audio-CD, Die Brücke, Neumünster 2001, ISBN 3-926200-83-9.
- mit Dolores Aguirre, Sylvia Schwarz, Christoph Tomanek, Vlatko Kucan: Neben mir im Sand lag Gott und schlief: Wahnvariationen: Gedichte, Prosa, Musik. (= Edition perplex). Paranus, Neumünster 1999, ISBN 3-926200-38-3. (Audio-CD)
- Das Gefühl, die Welt ein Stück weiterbringen zu müssen. In: Charlotte Kerner (Hrsg.): Nicht nur Madame Curie – Frauen, die den Nobelpreis bekamen. Beltz, Weinheim / Basel 1999, ISBN 3-407-80862-3 (2001, ISBN 3-407-78839-8).
- mit Thomas Bock: Stimmen hören. Botschaften aus der inneren Welt. Kabel, Hamburg 1998, ISBN 3-8225-0431-9.
- mit Lilla Sachse, Ursula Plog: Heilsame Erfahrungen: Biotop Mosbach: Eine Gruppe als Wegbegleiter durch psychotische Krisen. Die Brücke, Neumünster 1998, ISBN 3-926200-26-X.
- Wahn & Sinn. Ver-rückte Lebenswege von Frauen. Klein, München 1997, ISBN 3-89521-039-0; Piper, München / Zürich 1999, ISBN 3-492-22762-7.
- Barbara Ehret-Wagener, Karin Richte: Gebärmutter. Das überflüssige Organ? Sinn und Unsinn von Unterleibsoperationen (= rororo, Band 9636). Rowohlt, Reinbek bei Hamburg 1994, ISBN 3-499-19636-0.